# AMD-65
O AMD-65 (em húngaro:  Automata Módosított Deszantfegyver 1965; Arma Pára-quedista Modificada Automática 1965) é uma variante licenciada fabricada na Hungria do venerável fuzil de fogo seletivo AKM para uso pelas unidades de infantaria blindada e pára-quedistas daquele país dentro das Forças Armadas da Hungria. O projeto do fuzil é adequado para uso externo como fuzil de infantaria, mas também pode ser usado dentro dos limites de um veículo blindado como arma de apoio de fogo. Isso é possível devido ao projeto da coronha dobrável lateralmente que o torna mais compacto. O cano de 12,6 polegadas também é relativamente curto para o cartucho de 7,62×39mm. O mecanismo de operação não requer uma câmara de expansão de gás na boca, como na AKS-74U para garantir um funcionamento confiável, mas usa um freio de boca especialmente projetado.
O AMD-65, juntamente com o anterior AKM-63, foram amplamente substituídos no serviço militar húngaro pelo AK-63, uma cópia mais tradicional do AKM com um custo de fabricação mais baixo.

## Recursos
Em comparação com os laminados de compensado de bétula usados na coronha e no guarda-mão inferior e superior do AKM, nenhuma madeira é usada na fabricação do AMD-65. A área do guarda-mão frontal é feita de chapa de metal perfurada e normalmente possui um punho vertical de plástico cinza anexado para auxiliar no controle do fogo automático desta arma. Além disso, o punho dianteiro vertical foi inclinado para frente para diminuir a interferência nas mudanças do carregador. O punho anterior vertical é fisicamente idêntico ao punho traseiro, com o primeiro montado para trás em relação à parte traseira. Existem, no entanto, punhos de madeira disponíveis que podem substituir a versão comum de plástico cinza. Embora esses punhos de madeira também sejam autênticos, no exército regular e na força aérea húngara o uso de punhos de madeira é extremamente raro.
No serviço húngaro, a arma é usada principalmente com carregadores que podem conter 30 cartuchos (carregador padrão), mas também está disponível uma variante especial (popularmente conhecida no passado como "carregador de oficial"), que pode conter apenas 20 cartuchos - uma característica incomum em muitos outros países, que usam com mais frequência os carregadores padrão de 30 ou 40 cartuchos. A arma é mais adequada para um carregador de 20 tiros, pois pode ser travado no receptáculo sem interferir no punho dianteiro e é mais fácil de manusear a arma em locais apertados. O carregador de 30 cartuchos cabe com alguma interferência leve e também pode ser instalado com o carregador de 40 cartuchos.
Em teoria, o cano curto é mais rígido e inerentemente mais preciso, mas a má qualidade das munições normalmente disponíveis anula esta vantagem.

## AKM-63
Outra variante húngara do AKM foi usada como fuzil de serviço padrão da Hungria antes de ser substituída pelo AK-63. É uma variante da AKM de comprimento padrão, com coronha padrão e cano completo. A massa de mira está no local padrão. No entanto, os punhos dianteiros e traseiros da pistola e o guarda-mão em chapa metálica são semelhantes aos do AMD-65.

## Modernização - AMD-65M
Durante o final dos anos 2000, foi iniciado um programa de modernização do AK-63.
A modernização incluiu trilhos Picatinny, novos punhos, lança-granadas sob cano, novas miras e lanternas.

## Operadores

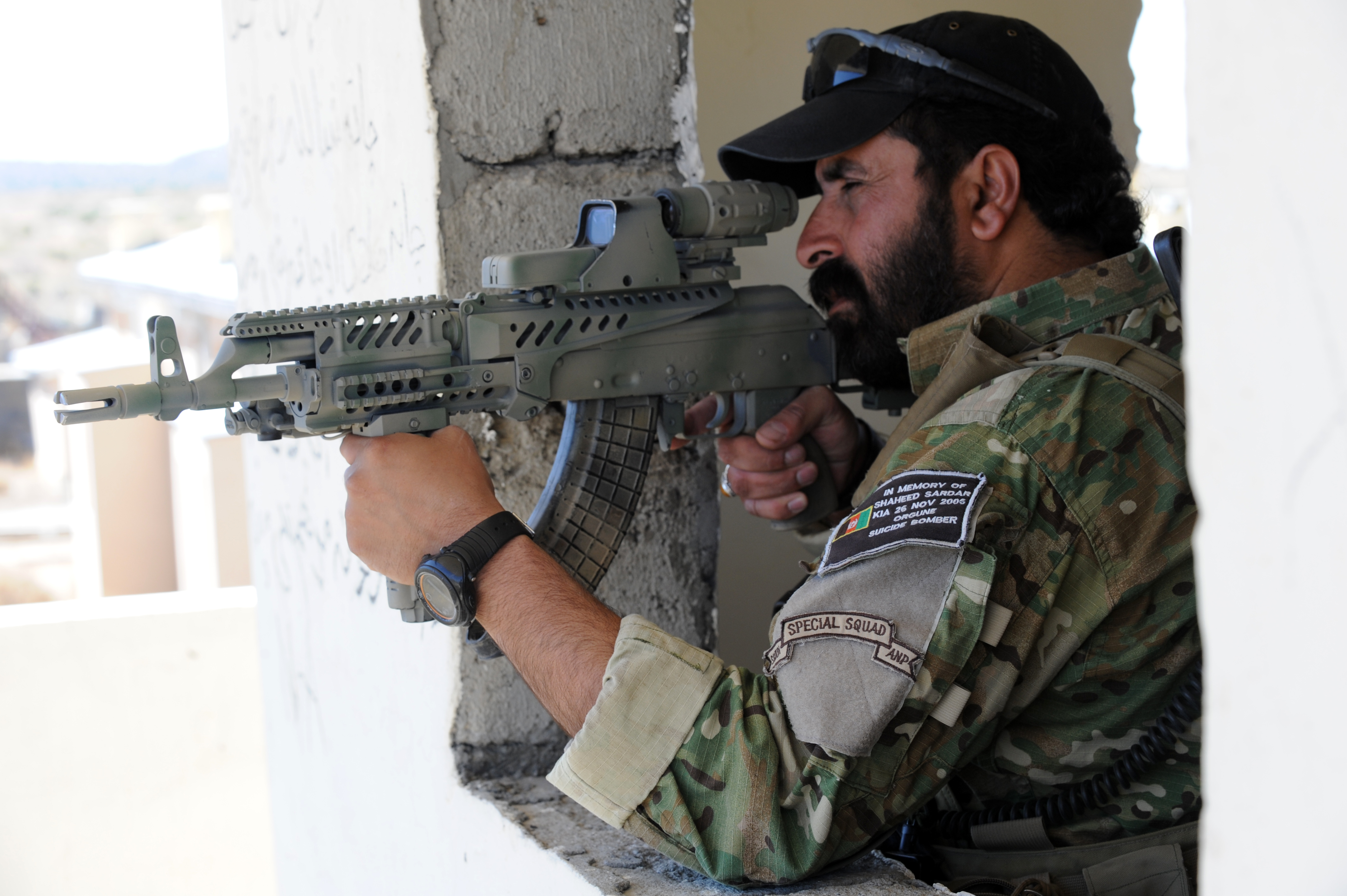
Um oficial da Polícia Nacional Afegã em setembro de 2010, equipado com um AMD-65 modificado com uma mira telescópica híbrida acoplada que possui a mira holográfica EOTech.

- Angola: Utilizados pelas forças cubanas em Angola, estoques capturados e reutilizados pela UNITA.
- Afeganistão: Usado pela Polícia Nacional Afegã.[6]
- Geórgia: 1.186 fuzis foram entregues em 2008[7][8]
- Hungria[9]
- Líbano: Usado por várias facções durante a Guerra Civil Libanesa, 1975-1990.
- Líbia[10]
- Marrocos: Usado pela Gendarmeria Real de Marrocos.[11]
- Moçambique: Usado pelas forças da FRELIMO e da RENAMO durante a guerra civil, 1975-1991
- Panamá: Utilizado pelo Serviço Nacional de Fronteiras (SENAFRONT), Serviço Aeronaval Nacional (SENAN) e Serviço de Proteção Institucional (SPI).
- Eslovênia[12]
- África do Sul: Usado pelas Forças Especiais Sul-Africanas do 5º Comando de Reconhecimento durante a Guerra sul-africana na fronteira e a Guerra Civil Angolana.
- Sudão[2]
- Sudão do Sul: Forças de Defesa do Povo do Sudão do Sul[2]
- Síria[13]
- Tanzânia[14]
- Estados Unidos: Usado pelas forças especiais americanas, como os Boinas Verdes do Exército no Vietnã e no Afeganistão.[9]
- Vietnã: Usado durante a Guerra do Vietnã.[1][15]

### Operadores não estatais
- Organização para a Libertação da Palestina (PLO)[16]

### Ex-operadores
- Rodésia[17]

## Galeria

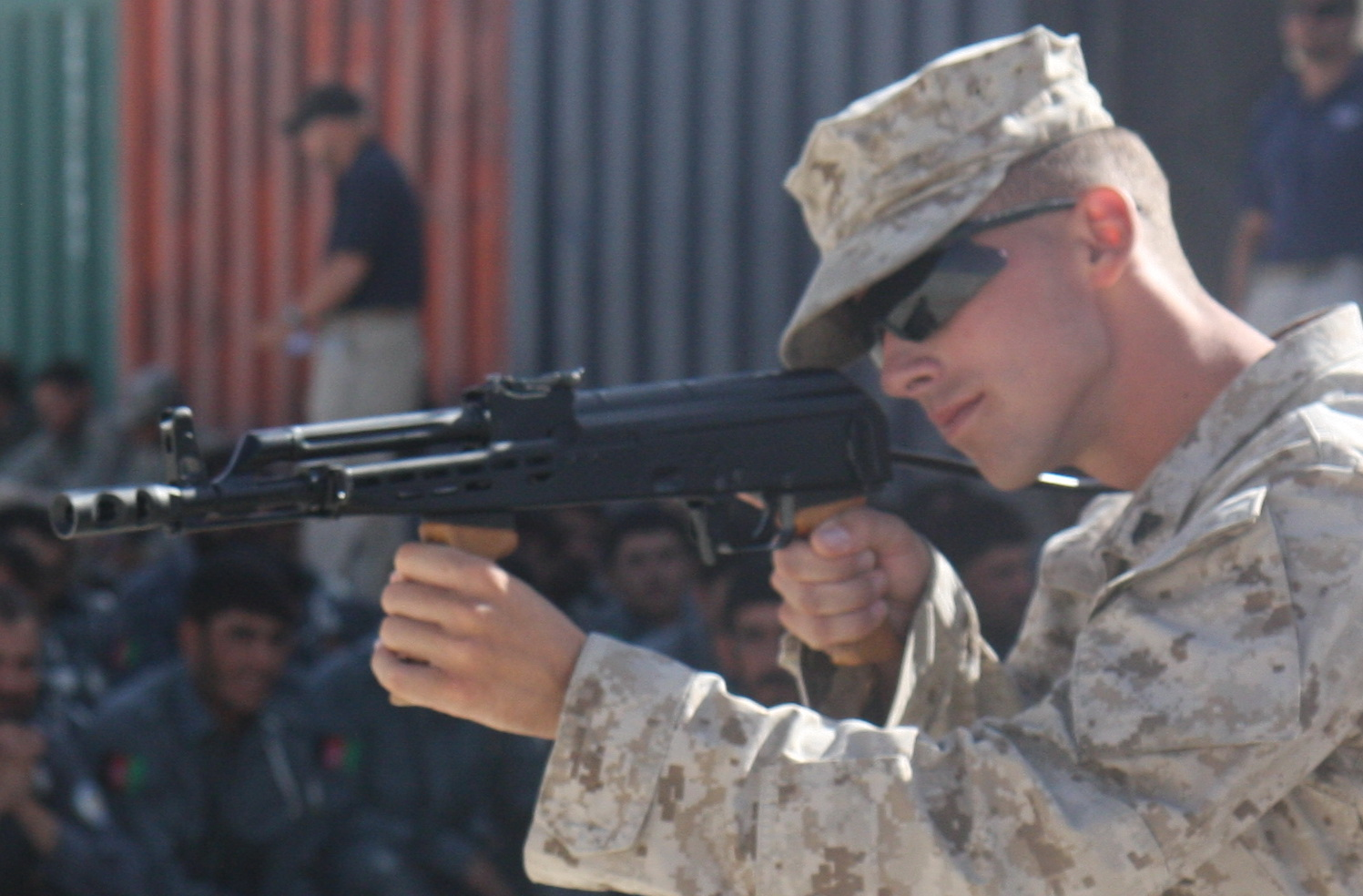
Cpl. do Corpo de Fuzileiros Navais dos EUA Cory J. Becker, da Golf Company, 2º Batalhão, 7º Regimento de Fuzileiros Navais, mostra que a Polícia Nacional Afegã recruta diferentes posições de tiro usando um fuzil de assalto AMD-65 em Lashkar Gah, Afeganistão, 3 de junho de 2008.
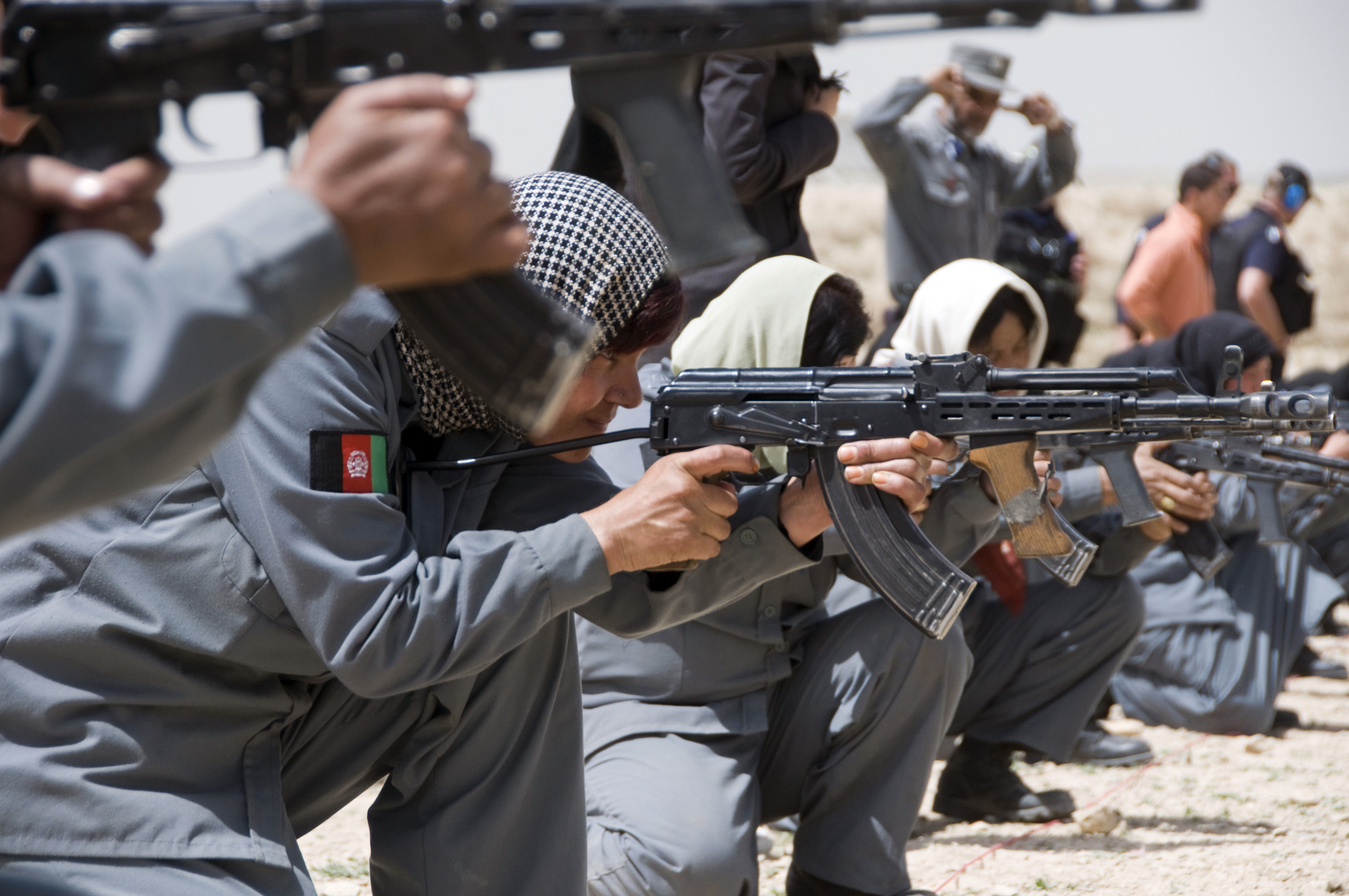
Mulheres da Polícia Nacional Afegã se qualificam com o fuzil AMD-65 durante a parte do programa de treinamento tático do curso de treinamento básico da polícia no Centro de Treinamento Militar de Cabul, 13 de abril de 2010.
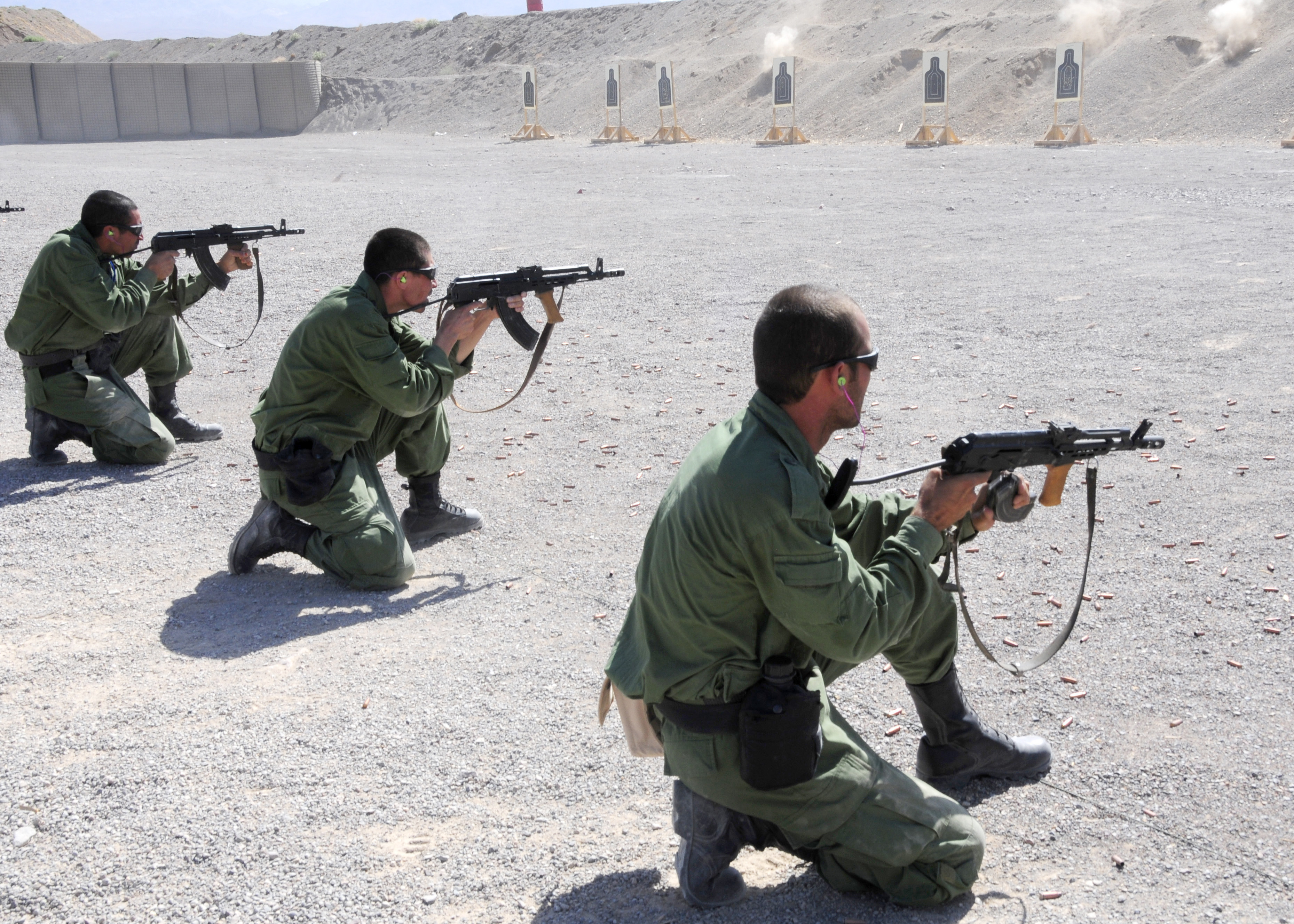
Um grupo da Polícia Nacional Afegã treina no campo de tiro com o AMD-65 em Camp Shouz, na província de Herat, no Afeganistão.
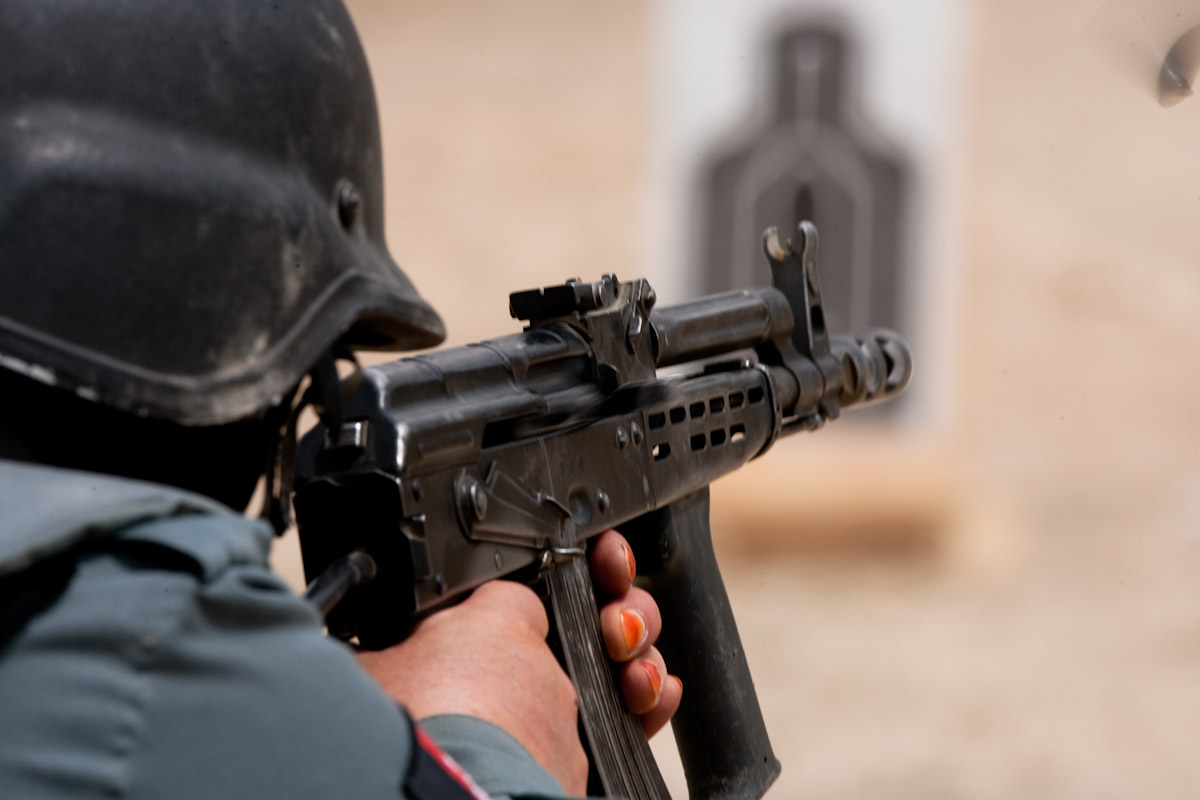
Um oficial da Polícia Nacional Afegã treinando tiro com um AMD-65, em julho de 2010.
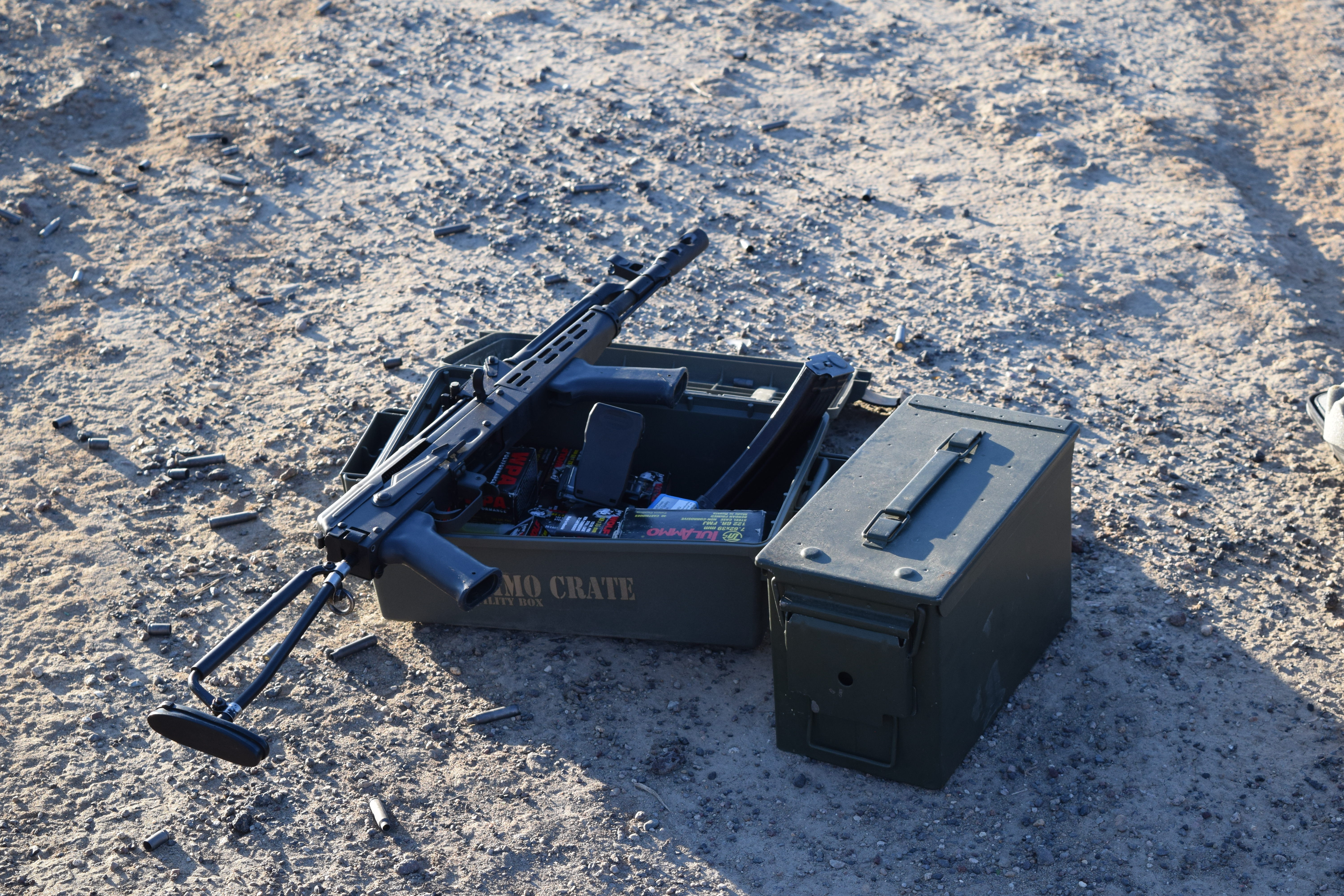
AMD-65 de fogo seletivo
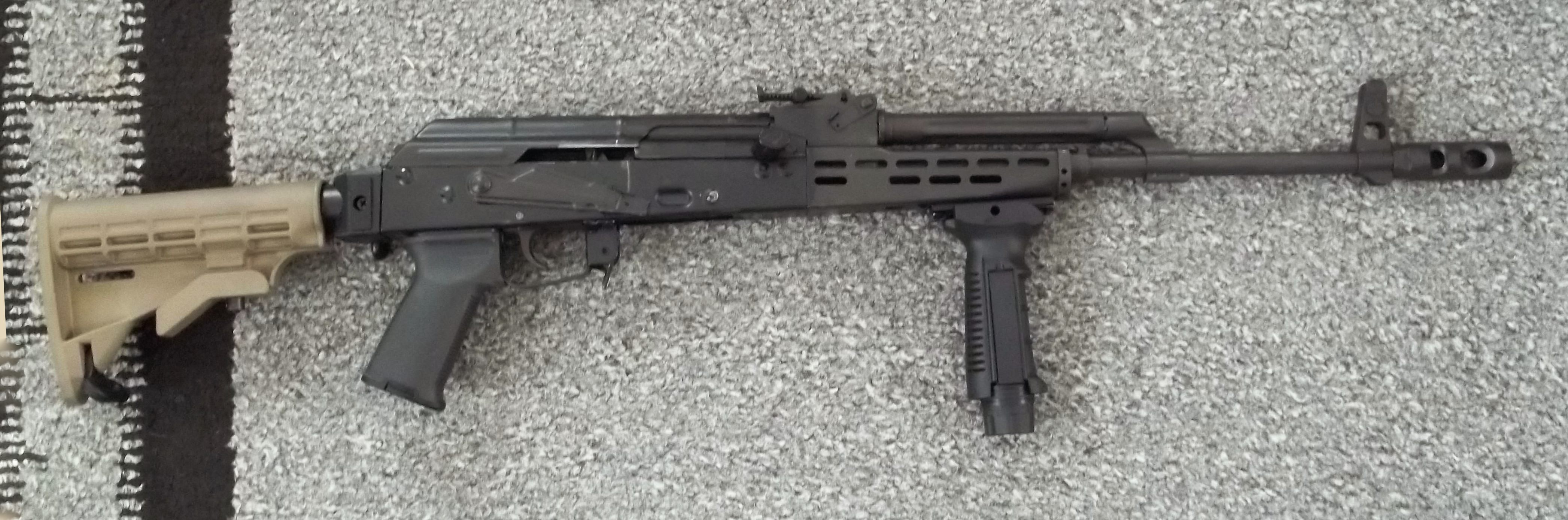
AMD-65 personalizado modernizado